# Puls (Holstein)
Puls é um município da Alemanha localizado no distrito de Steinburg, estado de Schleswig-Holstein.
Pertence ao Amt de Schenefeld.